# Référendums liechtensteinois de 2009
Des référendums ont lieu en 2009 au Liechtenstein dont un double le 29 mars 2009 et un autre le 6 décembre 2009. Les électeurs sont amenés à se prononcer sur une réforme de l'enseignement secondaire, sur l'autorisation de salles pour fumeurs dans les restaurants, ainsi que sur une limitation plus stricte des ondes électromagnétiques des Antenne-relais de téléphonie mobile.
La population rejette la première proposition, et approuve les deux autres.

## Contenu

### Réforme des collèges

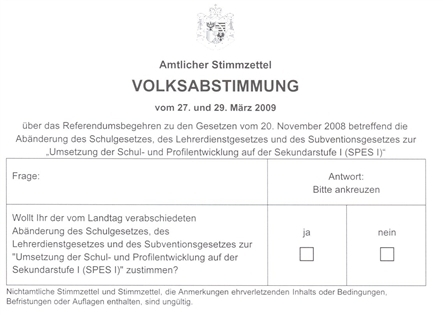
Bulletin de vote

Le Landtag vote le 20 novembre 2008 par 13 voix contre 12 une réforme scolaire de l'Enseignement secondaire visant à mettre fin au système scolaire tripartite. L'Association pour la diversité de éducative s'oppose à la réforme et constitue un comité de collecte de signature. La collecte, organisée du 22 novembre au 22 décembre 2008, réunit 2 256 signatures.
Il s'agit par conséquent d'un référendum facultatif d'origine populaire : dans le cadre de l'article 66 de la constitution, le projet de loi voté par le Landtag fait l'objet d'une demande de mise à la votation par un minimum de 1 000 inscrits.

### Salles pour fumeurs dans les restaurants

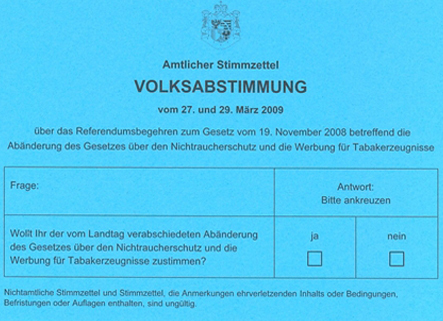
Bulletin de vote

Le Landtag vote le 13 décembre 2007 par 15 voix contre 10 l'interdiction du tabagisme dans les restaurants. Après l'échec d'un vote sur sa mise à référendum, la loi entre en vigueur le premier juillet 2008. Un comité d'initiative populaire  propose une nouvelle loi autorisant les zones séparées pour fumeurs. Le comité déclenche une procédure de collecte de signatures qui prend place du 26 septembre au 7 novembre 2008 et réunit un total de 2 382 signatures. Le nombre requis de 1 000 signatures ayant été réunit, le projet d'amendement est présenté au Landtag, qui l'approuve le 19 novembre 2008 par 15 voix contre 10. Un référendum n'est alors plus obligatoire, et le parlement rejette par 14 voix contre 11 sa mise à référendum volontaire. Le parti Liste libre, opposé à la mesure, décide cependant de former un nouveau comité de collecte, qui réunit 2 565 signatures du 22 novembre au 22 décembre.
Il s'agit par conséquent d'un référendum facultatif d'origine populaire : dans le cadre de l'article 66 de la constitution, le projet de loi voté par le Landtag fait l'objet d'une demande de mise à la votation par un minimum de 1 000 inscrits.

### Limitation plus stricte des ondes électromagnétique des antennes téléphoniques

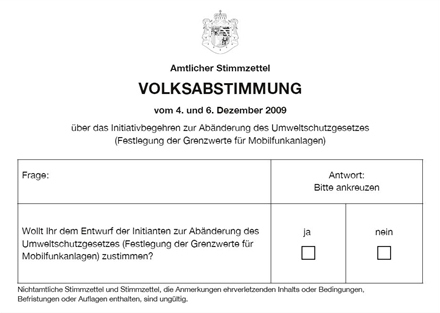
Bulletin de vote

Le Landtag amende en mai 2008 les articles 34 paragraphes 4 et 71 paragraphes 5 de la législation sur la protection de l'environnement afin de rendre plus stricte la limite maximum imposée aux ondes électromagnétique des antennes téléphoniques. Celles ci passent ainsi d'un maximum de 6 V/m à 0,6 V/m. En juin de l'année suivante, plusieurs institutions du secteur économique dont la Chambre du commerce et de l'industrie du Liechtenstein manifestent leur volonté de revenir sur cette limitation, citant notamment celles plus élevées alors toujours en vigueur chez les pays voisins. Les principaux pays européens tels que la France, l'Allemagne, le Royaume-Uni et l'Espagne fixent en effet la limite à 41 V/m, et la Suisse voisine à 6 V/m. La législation du Liechtenstein est au moment du vote la plus stricte en la matière sur le continent européen. Le comité de collecte de signature ainsi créé parvient à en réunir 2 088 du 4 juillet au 13 août 2009.
Le nombre requis de signatures ayant été réunit, le projet d'amendement est présenté au Landtag, qui le rejette le 16 septembre par 14  voix contre et 11 voix pour, déclenchant sa mise à référendum
Il s'agit par conséquent d'un référendum facultatif d'origine populaire : dans le cadre de l'article 66 de la constitution, le projet de loi voté par le Landtag fait l'objet d'une demande de mise à la votation par un minimum de 1 000 inscrits.

## Résultats

### Mars
| Pour                     | 6 652  | 47,07 | 7 606  | 52,25 |  |  |
| Contre                   | 7 481  | 52,93 | 6 945  | 47,75 |  |  |
|                          |        |       |        |       |  |  |
| Votes valides            | 14 133 | 94,52 | 14 557 | 97,35 |  |  |
| Votes blancs             | 243    | 1,62  | 59     | 0,39  |  |  |
| Votes nuls               | 577    | 3,86  | 337    | 2,25  |  |  |
| Total                    | 14 953 | 100   | 14 953 | 100   |  |  |
| Abstentions              | 3 549  | 19,18 | 3 549  | 19,18 |  |  |
| Inscrits / Participation | 18 502 | 80,82 | 18 502 | 80,82 |  |  |

### Décembre
| Choix                    | Votes  | %     |
| ------------------------ | ------ | ----- |
| Pour                     | 6 767  | 57,02 |
| Contre                   | 5 100  | 42,98 |
|                          |        |       |
| Votes valides            | 11 867 | 96,14 |
| Votes blancs             | 12     | 0,09  |
| Votes invalides          | 465    | 3,77  |
| Total                    | 12 344 | 100   |
| Abstentions              | 6 275  | 33,70 |
| Inscrits / Participation | 18 619 | 66,30 |